# الشيخ بدر الدين محمود
الشيخ بدر الدين محمود أو سيماونلي بدر الدين ولد في عام 1359 وتوفي في عام 1420. وكان متصوف وفيلسوف وقاضي عسكر عثماني يتبع لمدرسة وحدة الوجود الصوفية. وقائد عصيان ديني وسياسي يُعرف بعصيان الشيخ بدر الدين.

## حياته
تعتمد أغلب المعلومات المتوفرة عن حياته على كتاب حفيده كتاب المناقب. وقد انضم جد بدر الدين المسمى عبد العزيز إلى جيش الدولة العثمانية المتجه لفتح الروملي وفقد حياته في حرب ذيذيموتيخو. وفقا لفرانز بابينجر فإن عبد العزيز أخو كيكاوس الثاني بن كيخسرو الثاني قد تزوج بابنة سيد قلعة ذيذيموتيخو الرومي وتُدعي ملك خاتون وهي من أصل يهودي، وقد نتج عن هذا الزواج ميلاد بدر الدين. وقد عُرف بابن قاضي سيماون منذ ولادته في قلعة سامونا الباقية بين ذيذيموتيخو ودردار والقريبة من أدرنة. وبعد ذلك انتقل إلى سيماو في مدينة كوتاهية بسبب الغزو وباستقراره هناك عُرف ببدر الدين سيماو عن طريق الخطأ. وعند وصول الشيخ بدر الدين إلى سن التعليم ذهب مع والده إلى بورصة وتعلم الرياضيات ووالتنجيم من صديق والده المشهور قاضي زاده الرومي ومع ذلك تعلم من قاضي بورصة محمود أفندي، وبعد ذلك العلامة فيزوالله في قونية . وبعد ذلك ذهب أولا إلى سوريا ثم القاهرة. وهناك تعلم المنطق والفلسفة والإلهيات من مبارك شاه منطقي وأتم تعليمه العالي. وفي تلك الأثناء تعلم التصوف من حسين أخلاطي الذي يعيش في عزلة في القاهرة. وبأمر منه ذهب إلى تبريز وقزوين وتعلم معتقد الباطنية ثم عاد إلى القاهرة. وقد أظهر الشيخ بدر الدين الاحترام لسلطان المماليك برقوق، وقد عُين معلما لابنه بتوصية من حسين أخلاطي. وفي تلك الفترة بدأ بكتابة كُتب الفقه. وعلى اثر وفاة شيخه في عام 1397 حل محله كشيخ ثم بعد فترة عاد إلى الأناضول. وعند عودته إلى الأناضول لم يستقر في أي مكان، وتجول لنشر فكره الصوفي.
كانت إمارة كرمايان هي أول إمارة ذهب إليها الشيخ بدر الدين. وأصبح معروفا في الأماكن التي يذهب إليها. ومن هناك ومتقدما على طول وادي مندريس وصل إلى أيدين. وفقا لكتاب المناقب فقد نِظار التي في طريقه على أهم مريده وهو بوركلوجا مصطفى. وبعد ذلك عبر إلى ازمير عن طريق تيرا (اسم مكان). وفي كتاب المناقب مذكور بأن الشيخ بدر الدين عبر من ازمير إلى خيوس ذات السكان النصارى والواقعة تحت حكم جنوة آنذاك. وقد تعرف على ثاني أهم مريديه طورلاك كمال في قرية سورما أثناء سفره إلى بورصة عن طريق كوتاهية ودومانيتش.
وسع الشيخ بدر الدين نشاطات المقابلات بعبوره الروملي واستقراره في أدرنة. وقد صادف ذلك الفترة التي كان يتحارب فيها أبناء سلاطين الدولة العثمانية فيما بينهم وتمزقها. وقد اشتهر وقتها بالعلم والفضيلة، وقد عينه موسى شلبي الذي أعلن نفسه حاكما على أدرنة في منصب قاضي عسكر في عام 1411. وبهزيمة محمد شلبي لأخيه موسى في عام 1413 حصل منصب قاضي عسكر من الشيخ بدر الدين. وبسبب علمه وفضله ظل في إزنيق وحصل على معاش. وبسماعه لزيادة نشاطات أهم مريده بوركلوجا مصطفى وطورلاك كمال منفصلين في أيدين ومناسيا ترك أولاده بحجة الذهاب إلى الحج وذهب إلى قسطموني. ومن هناك وعن طريق البحر الأسود ذهب إلى جانب الأفلاق. وترك الأفلاق عابراً إلى أراضي الدولة العثمانية ذاهباً إلى سيليسترا ودبروجة ودلي أورمان وبدأ في نشر أفكاره في تلك الأطراف، وبعد اجتماع عددٍ كبيرٍ حول اختار دلي أورمان كمان للثورة. وقد أعلن بدر الدين ثورته من ثلاثة أماكن مختلفة. وبالقضاء على عصيان بوركلوجا مصطفى وطورلاك كمال تفرق جزء ممن اجتمعوا حول الشيخ بدر الدين لخوفهم. وبعد مواجهات قليلة وقع الشيخ بدر الدين في الأسر وأُرسل إلى سيرس حيث يوجد السلطان، وحوكم ثم حكم عليه بالإعدام، وأعدم في عام 1420 في سيرس. وفي عام 1961 دفنت عظامه في تربة السلطان محمود الثاني التي في طريق الديوان.

## أعماله
بعد اعدام الشيخ بدر الدين تم اخفاء العديد من أعماله أو فقدها. ووفقًا لكتاب المناقب فإن أعمله قد بلغت 48، بينما تقول بعض المصادر الآخرى 38 عمل. وعلى الرغم من معرفة أسماء بعض أعماله إلا أنها لم تصل إلى يومنا هذا. وأهم كتاب تم تحقيقه له يسمى الفريضة.
- الفريضة
- جميل الفصول
- لطائف الإشارات
- التحصيل
- مسرات القلوب
- عقود الجواهر
- نور القلوب

وقد نشرت وزارة السياحة والثقافة التركية كُتيه جميل الفصول ولطائف الإشارات والتحصيل تحت اسم التحقيقات في الموضوعات التي يجب أن تناقش بين المدارس الفقهيه في عام 2012.